# Мартинець Гнат
Гнат Мартине́ць (6 лютого 1882, Калуш — 5 травня 1968, Мюнхен) — український галицький освітній та громадський діяч, також жив на Волині та в Німеччині.

## Життєпис
Народився в родині управителя народної школи. Навчався у Стрийській і Перемишльській гімназіях.
У 1909 році закінчив університетські студії у Львові й учителював там (в Академічній гімназії), згодом — у Рогатині, Бережанах і Самборі. У часі Великої війни був офіцером 9-го піхотного полку австрійської армії, кількаразово поранений.
У 1915—1917 роках — посадник у Володимирі від австро-угорської адміністрації. У цей час став одним з організаторів українського народного шкільництва на Волині. Після серпня 1917 — офіцер Третьої армії у Снятині. 
У 1918—1919 роках — снятинський повітовий комісар ЗУНР. 1.03.1919 підвищений у званні з поручника до сотника.
Від середини 1920-х років був культурно-освітнім діячем у Самборі, у 1941—1944 роках був директором місцевої учительської семінарії.
У липні 1944 року емігрував до Німеччини, де з 1954 року очолював Крайове об'єднання Українського християнського руху.
Усе своє життя Гнат Мартинець був активним громадським діячем. У 1962 році нагороджений Папським Лицарським Орденом святого Сильвестра Папи.
Помер у Мюнхені 5 травня 1968 року.

## Вшанування
У Калуші є вулиця, названа на його честь.